# Plumtree
Plumtree é uma cidade localizada no Matabeleland Sul no Zimbabwe, perto da fronteira com o Botswana. É o centro administrativo local. A estrada de ferro a partir de Bulawayo (Zimbabwe) para Francistown (Botswana) atravessa a fronteira próximo de Plumtree.
A Escola Plumtree está localizado aqui. Plumtree tem um casino.

## Localização
A cidade está localizada no Distrito de Bulilimamangwe, Matabeleland South Province, no sudoeste do Zimbábue, na fronteira internacional com Botswana. Ele está localizado a cerca de 100 quilômetros (62 mi), por estrada, a sudoeste de Bulawayo, a cidade grande mais próxima.